# Primer ministre d'Austràlia
El Primer Ministre d'Austràlia és el cap de govern d'aquest país. Actualment i des del 23 de maig de 2022 és Anthony Albanese (Partit Laborista)

## Llista dels primers ministres d'Austràlia
| Núm. | Nom                                   | Inici                  | Fi                     | Partit               | Estat                           |
| ---- | ------------------------------------- | ---------------------- | ---------------------- | -------------------- | ------------------------------- |
| 1.   | Edmund Barton                         | 1 de gener de 1901     | 24 de setembre de 1903 | Proteccionista       | Nova Gal·les del Sud            |
| 2.   | Alfred Deakin (Primer mandat)         | 24 de setembre de 1903 | 27 d'abril de 1904     | Proteccionista       | Victòria                        |
| 3.   | Chris Watson                          | 27 d'abril de 1904     | 18 d'agost de 1904     | Laborista            | Nova Gal·les del Sud            |
| 4.   | George Houstoun Reid                  | 18 d'agost de 1904     | 5 de juliol de 1905    | Comerç Lliure        | Nova Gal·les del Sud            |
| 5.   | Alfred Deakin (Segon mandat)          | 5 de juliol de 1905    | 13 de novembre de 1908 | Proteccionsita       | Victòria                        |
| 6.   | Andrew Fisher (Primer mandat)         | 13 de novembre de 1908 | 2 de juny de 1909      | Laborista            | Queensland                      |
| 7.   | Alfred Deakin (Tercer mandat)         | 2 de juny de 1909      | 29 d'abril de 1910     | Liberal Commonwealth | Victòria                        |
| 8.   | Andrew Fisher (Segon mandat)          | 29 d'abril de 1910     | 24 de juny de 1913     | Laborista            | Queensland                      |
| 9.   | Joseph Cook                           | 24 de juny de 1913     | 17 de setembre de 1914 | Liberal Commonwealth | Nova Gal·les del Sud            |
| 10.  | Andrew Fisher (Tercer mandat)         | 17 de setembre de 1914 | 27 d'octubre de 1915   | Laborista            | Queensland                      |
| 11.  | William Morris Hughes                 | 27 d'octubre de 1915   | 9 de febrer de 1923    | Nacionalista         | Nova Gal·les del Sud i Victòria |
| 12.  | Stanley Bruce                         | 9 de febrer de 1923    | 22 d'octubre de 1929   | Nacionalista         | Victòria                        |
| 13.  | James Henry Scullin                   | 22 d'octubre de 1929   | 6 de gener de 1932     | Laborista            | Victòria                        |
| 14.  | Joseph Aloysius Lyons                 | 6 de gener de 1932     | 7 d'abril de 1939      | Austràlia Unida      | Tasmània                        |
| 15.  | Earle Christmas Grafton Page          | 7 d'abril de 1939      | 26 d'abril de 1939     | Nacional             | Nova Gal·les del Sud            |
| 16.  | Robert Gordon Menzies (Primer mandat) | 26 d'abril de 1939     | 28 d'agost de 1941     | Austràlia Unida      | Victòria                        |
| 17.  | Arthur William Fadden                 | 28 d'agost de 1941     | 7 d'octubre de 1941    | Nacional             | Queensland                      |
| 18.  | John Joseph Curtin                    | 7 d'octubre de 1941    | 5 de juliol de 1945    | Laborista            | Austràlia Occidental            |
| 19.  | Francis Michael Forde                 | 5 de juliol de 1945    | 13 de juliol de 1945   | Laborista            | Queensland                      |
| 20.  | Joseph Benedict Chifley               | 13 de juliol de 1945   | 19 de desembre de 1949 | Laborista            | Nova Gal·les del Sud            |
| 21.  | Robert Gordon Menzies (Segon mandat)  | 19 de desembre de 1949 | 26 de gener de 1966    | Liberal              | Victòria                        |
| 22.  | Harold Edward Holt                    | 26 de gener de 1966    | 19 de desembre de 1967 | Liberal              | Victòria                        |
| 23.  | John McEwen                           | 19 de desembre de 1967 | 10 de gener de 1968    | Nacional             | Victòria                        |
| 24.  | John Grey Gorton                      | 10 de gener de 1968    | 10 de març de 1971     | Liberal              | Victòria                        |
| 25.  | William McMahon                       | 10 de març de 1971     | 5 de desembre de 1972  | Liberal              | Nova Gal·les del Sud            |
| 26.  | Gough Whitlam                         | 5 de desembre de 1972  | 11 de novembre de 1975 | Laborista            | Nova Gal·les del Sud            |
| 27.  | Malcolm Fraser                        | 11 de novembre de 1975 | 11 de març de 1983     | Liberal              | Victòria                        |
| 28.  | Bob Hawke                             | 11 de març de 1983     | 20 de desembre de 1991 | Laborista            | Victòria                        |
| 29.  | Paul Keating                          | 20 de desembre de 1991 | 11 de març de 1996     | Laborista            | Nova Gal·les del Sud            |
| 30.  | John Winston Howard                   | 11 de març de 1996     | 3 de desembre de 2007  | Liberal              | Nova Gal·les del Sud            |
| 31.  | Kevin Rudd (Primer mandat)            | 3 de desembre de 2007  | 24 de juny de 2010     | Laborista            | Queensland                      |
| 32.  | Julia Gillard                         | 24 de juny de 2010     | 27 de juny de 2013     | Laborista            | Victòria                        |
| 33.  | Kevin Rudd (Segon mandat)             | 27 de juny de 2013     | 18 de setembre de 2013 | Laborista            | Queensland                      |
| 34.  | Tony Abbott                           | 18 de setembre de 2013 | 15 de setembre de 2015 | Liberal              | Nova Gal·les del Sud            |
| 35.  | Malcolm Turnbull                      | 15 de setembre de 2015 | 24 d'agost de 2018     | Liberal              | Nova Gal·les del Sud            |
| 36.  | Scott Morrison                        | 24 d'agost de 2018     | 23 de maig de 2022     | Liberal              | Canberra                        |
| 37.  | Anthony Albanese                      | 23 de maig de 2022     | actualitat             | Laborista            | Nova Gal·les del Sud            |